# 埃斯蒂博
埃斯蒂博（法語：Estibeaux，法語發音：[ɛstibo]）是法国朗德省的一个市镇，属于达克斯区。

## 地理
埃斯蒂博（43°36'0"N, 0°54'24"W）面积16.72 平方千米，位于法国新阿基坦大区朗德省，该省份为法国西南部沿海省份，是法國本土面积第二大的省，北起吉倫特省，西临大西洋，南至大西洋比利牛斯省，东临热尔省，东北与洛特-加龍省接壤。
与埃斯蒂博接壤的市镇（或旧市镇、城区）包括：克莱蒙、阿巴斯、曼巴斯特、米松、穆斯卡尔代斯、波马雷兹、普永。

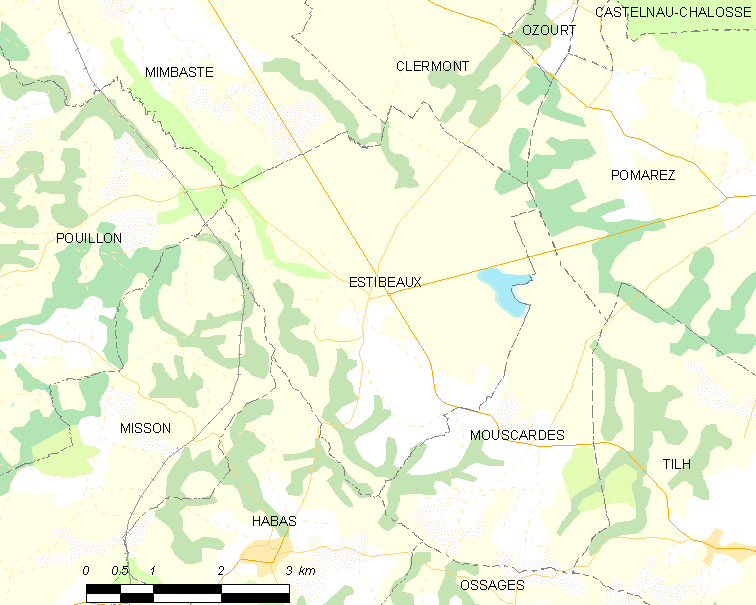
埃斯蒂博的OSM定位图

埃斯蒂博的时区为UTC+01:00、UTC+02:00（夏令时）。

## 行政
埃斯蒂博的邮政编码为40290，INSEE市镇编码为40095。

## 政治
埃斯蒂博所属的省级选区为奥尔特-阿里冈县。

## 人口

1962-2008年间埃斯蒂博人口变化图示

埃斯蒂博于2022年1月1日时的人口数量为697人。